# 1930年の宝塚歌劇公演一覧
本項目では、1930年の宝塚歌劇公演一覧（1930ねんのたからづかかげきこうえんいちらん）について示す。

## 一覧
（）内は、作者または演出者名。

### 宝塚公演

#### 花組
- 1月1日 - 1月31日　宝塚大劇場
  - 『一九三〇年型』（竹原光三）　　
  - 『人形物語』（エレナ・オソフスカヤ・メッテル）　　
  - 『勸進帳』（楳茂都陸平）　
  - 『ブロードウェイ』（宇津秀男）

#### 月組
- 2月1日 - 2月28日　宝塚中劇場
  - 『ジャックと豆の木』（白井鐵造）　　
  - 『敦盛』（小野晴通）　
  - 『賣家』（岸田辰彌）　　
  - 『朝比奈柱抜』（久松一聲）
  - 『邯鄲』（久松一聲）

#### 雪組
- 3月1日 - 3月31日　宝塚大劇場
  - 『彼女とスポーツ』（宇津秀男）　　
  - 『櫻物語』（久松一聲）　　
  - 『海』（岩村和雄）
  - 『浪速膝栗毛』（竹原光三）

#### 花組
- 4月1日 - 4月30日　宝塚大劇場	
  - 『悟空は强い』（阪東のしほ）　　
  - 『瓜盗人』（楳茂都陸平）　　
  - 『リナルドの幽靈』（岸田辰彌）　　
  - 『春のをどり』（久松一聲）

#### 月組
- 5月1日 - 5月31日　宝塚大劇場	
  - 『バグダツドの醫者』（宇津秀男）　　
  - 『富士太鼓』（楳茂都陸平）　　
  - 『マスコット』（岩村和雄）　　
  - 『玉蟲祈願』（小野晴通）　　
  - 『僞片輪』（水田茂）

#### 雪組
- 6月1日 - 6月30日　宝塚大劇場	
  - 『新家庭風景』（水田茂）　　
  - 『五月雨双紙』（久松一聲）　　
  - 『シヤクンタラ姫』（岸田辰彌）
  - 『伊勢物語』（竹原光三）　　
  - 『ダンスオリンピツク』（岩村和雄）

#### 花組
- 7月1日 - 7月31日　宝塚大劇場	
  - 『傳家の寳劍』（竹原光三）　　
  - 『ダンスオリンピツク』（岩村和雄）
  - 『貴妃醉酒』（堀正旗）
  - 『井筒姫』（小野晴通）　　
  - 『海のダイヤモンド』（宇津秀男）

#### 月組
- 8月1日 - 8月31日	
  - 『若き日の時平』（久松一聲）　　
  - 『鎌腹』（楳茂都陸平）　　
  - 『パリゼット』（白井鐵造）

#### 雪組
- 9月1日 - 9月30日　宝塚大劇場	
  - 『百萬圓』
  - 『じやがたら文』（小野晴通）　　
  - 『パリゼット』（白井鐵造）

#### 花組
- 10月1日 - 10月31日　宝塚大劇場	
  - 『海軍行進曲』（岩村和雄）　　
  - 『更生浦島』（久松一聲）　　
  - 『パリゼット』（白井鐵造）

#### 月組
- 11月1日 - 11月30日　宝塚大劇場	
  - 『近代三銃士』（宇津秀男）　　
  - 『六人僧』（竹原光三）　
  - 『王朝華かなりし頃』（岩村和雄）　　
  - 『唐人お吉』（富澤尚一、阪東のしほ）　
  - 『とんだ間違ひ』（岸田辰彌）

#### 雪組
- 12月1日 - 12月28日　宝塚中劇場	
  - 『萬栁湖』（山崎章太郎）
  - 『鬼若樽踊』（久松一聲）　　
  - 『ジヤンバルジヤン』（岸田辰彌）　　
  - 『羅久女』（小野晴通）　
  - 『クリスマスバアライテイ』（岩村和雄）

### 東京公演

#### 月組
- 3月26日 - 3月30日　歌舞伎座
  - 『富士太鼓』（楳茂都陸平）
  - 『ユーディット』（岸田辰彌）
  - 『四人の哨』（岸田辰彌）
  - 『春のをどり』（楳茂都陸平）

#### 花組
- 11月25日 - 12月1日　歌舞伎座
  - 『加茂詣』（久松一聲）
  - 『南蠻寺記』（小野晴通）
  - 『パリゼット』（白井鐵造）

### 宝塚・東京以外の公演
- 花組　5月21日・22日　大阪・朝日会館

- 月組　6月28日・29日　神戸・八千代座
  - 『ジャックと豆の木』（白井鐵造）
  - 『神業平』（久松一聲）
  - 『慈光』（楳茂都陸平）
  - 『四人の歩哨』（岸田辰彌）
  - 『偽片輪』（水田茂）

- 花組　11月15日　京都・岡崎公会堂

- 花組　11月22日　名古屋

- 合同　12月6日 - 8日　大阪・朝日会館
  - 『寶塚の夕』